# Колодозерский погост
Рожде́ственский Колодозе́рский пого́ст — частично сохранившийся храмовый комплекс конца XVIII века, расположенный на небольшом полуострове южного берега Колодозера в деревне Погост в Пудожском районе Карелии. Храмовый комплекс формировал общественный центр села, единственный сохранившися к концу XX века в Карелии общественный центр такого рода, и являлся композиционным центром всех окрестных деревень. В состав комплеса входили: церковь Рождества Богородицы (1784 года) сгорела 1977 году, шатровая колокольня (XVIII века) разобрана в 1930-х годах, ограда с воротами и торговыми лавками (конца XVIII века) и два амбара. Объект культурного наследия регионального значения.

## История

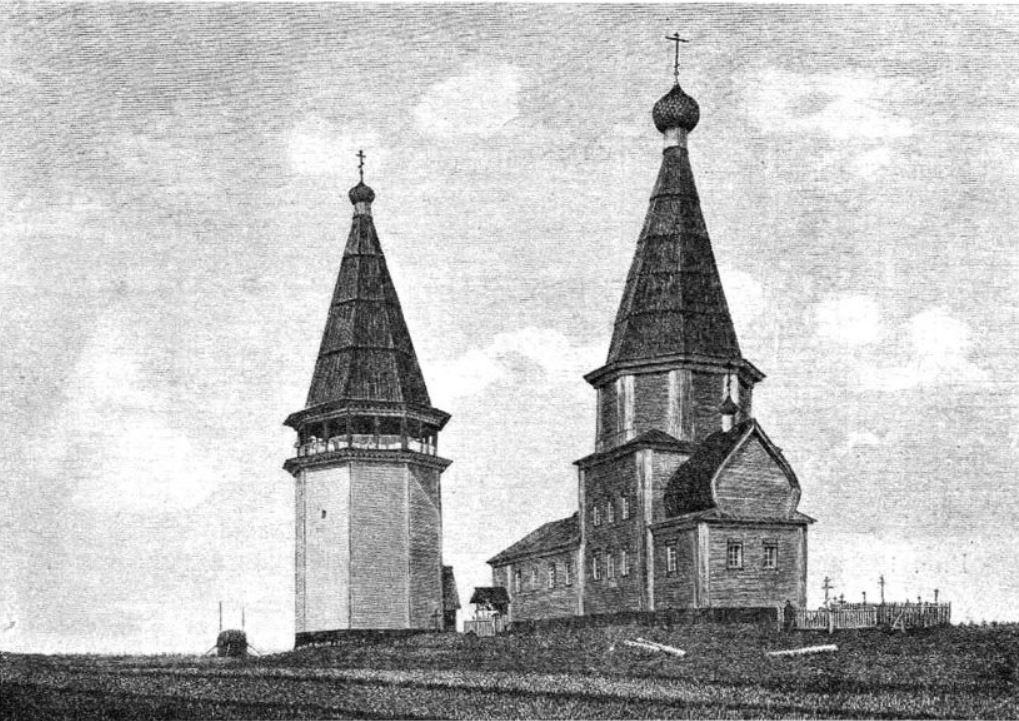
Колодозерский погост в 1886 году

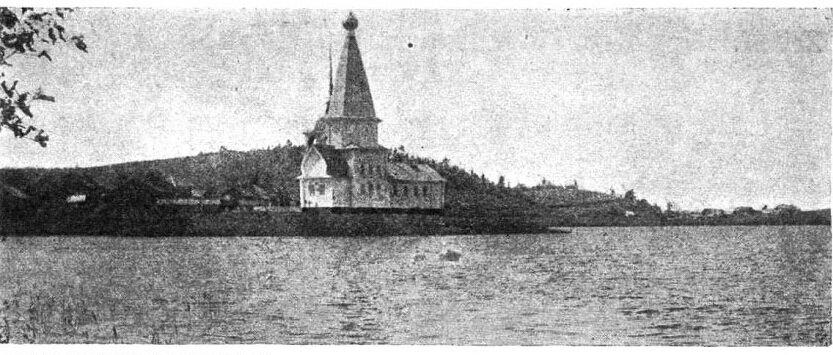
Колодозерский погост в начале XX века

Колодозерский куст деревень образовался в зоне водорораздела между Обонежьем и Кенозерьем. В XI—XVI веках эти земли начали осваиваться новгородцами, а в XV веке с востока к ним присоединились выходцы с Белого озера и Кенозера. Колодозеро расположено на пути из Водлы в Онегу, связанном через систему рек и волоков. В писцовых книгах 1496 года упоминается 49 деревень на Колодозере. В переписях XIX века упоминаются деревни: Телеповская, Чулковская, Пирзаковская, Доршинская, Сюзик-озеро с общей численностью населения 1273 человека в 173 дворах. К концу XX века сохранились деревни Усть-Река, Заозерье, Дубово, Погост. Они формируют гнездо селений при озере. Центральным из них является деревня Погост, расположенная на небольшом полуострове южного берега Колодозера. Поскольку более поздний тракт Пудож—Каргополь проходил в стороне, деревня сохранила «свободную» (нерегулярную и неорганизованную) планировку, что характерно для более древних поселений. Фасады старых домов в деревне ориентированы на запад и восток. В деревне выделяется расположенный на возвышенности у берега общественный центр, представленный храмовым комплексом. Храмовый комплекс шатровой церкви Рождества Богородицы (1784) и шатровой колокольни (XVIII в.) отделён от остальной части деревни деревянной оградой с торговыми лавками. Церковь и колокольня по своим высотам (32 м и 28 м) прекрасно подходили к небольшим размерам озера, поскольку хорошо просматривались из окрестных деревень куста через акваторию озера.
В комплекс, кроме церкви и колокольни, входили также церковно-приходское кладбище, дома причта с хозяйственными постройками и церковная ограда. Кладбище видно на рисунке В. В. Суслова, обозначено на схеме А. В. Ополовникова и упоминается в рассказах старожилов, однако в настоящее время утрачено. К утраченным постройкам относятся также одноэтажный дом священника и дом для псаломщика.

## Церковь Рождества Богородицы (1784 г.)
Построенная в 1784 году церковь Рождества Богородицы имела основной объём в виде восьмерика на четверике. Алтарная часть была выполнена в виде четверика, завершающегося бочкой. Также имелся тёплый придел во имя Святителя Николая Чудотворца. Храм несколько раз ремонтировался. В 1862—1864 годах был подведён новый каменный фундамент, а снаружи церковь обшили тёсом. В 1899 году церковь перекрашивалась: крыша — медянкой, стены — белилами, а полы — охрой. По состоянию на 1910 год окрытие кровли было выполнено из тёса, кроме холодного алтаря, который был окрыт железом и окрашен зелёной масляной краской. Над алтарём и трапезной имелись две небольшие главки.
В 1936 году церковь была переделана под клуб, при этом были сломаны восьмерик с шатром над основным объёмом и снесены главки над алтарём и трапезной, демонтирован иконостас.
В 1947 году А. В. Ополовников и В. В. Толкушкин выполнили архитектурное обследование церкви. Они констатировали сохранение общей планировки и частичную сохранность интерьеров (подвесных потолков алтаря и основного объёма) и составили план первоочередных ремонтных работ (ремонт кровли, наружной обшивки, остекление).
В 1960—1970-е годы со стороны озера было устроено два дополнительных входа. Также была сделана небольшая пристройка для студентов, приезжающих летом на картошку.
Впоследствии церковь обследовалась и обмерялась Ю. С. Ушаковым в 1966 и 1971 годах.
В 1977 году церковь полностью сгорела.

## Колокольня
Колокольня погоста, датируемая XVIII веком, находилась в 6,5 метрах от церкви и имела высоту более 13 метров (до верхнего карниза). Объём колокольни был выполнен в виде восьмерика. Первоначальное завершение было шатровым, что, в частности, видно на рисунке В. В. Суслова 1886 года. В 1890 году верх колокольни был перестроен на купол со шпилем (виден на фотографии И. Я. Билибина начала XX века).
Колокольня была разобрана в 1930-х годах. По воспоминаниям старожилов, на колокольне было 7 колоколов.

## Ограда с воротами и торговыми лавками
Ограда погоста отделяла его от деревни и была возведена поперёк узкой части полуострова. Торговые лавки, устроенные в ограде, вместе с парой амбаров формировали торговую площадь деревни. Входная конструкция ограды, состоящая из арки входа и срубов торговых лавок по бокам от неё, — это единственное, что сохранилось от ансамбля к концу XX века.
В 2016 году в Единый государственный реестр объектов культурного наследия внесены следующие элементы комплекса:
- Ворота ограды —  Объект культурного наследия народов РФ регионального значения. Рег. № 101610612680015 (ЕГРОКН). Объект № 1000738001 (БД Викигида).
- Северо-западная торговая лавка —  Объект культурного наследия народов РФ регионального значения. Рег. № 101610612680035 (ЕГРОКН). Объект № 1000738002 (БД Викигида).
- Юго-восточная торговая лавка —  Объект культурного наследия народов РФ регионального значения. Рег. № 101610612680045 (ЕГРОКН). Объект № 1000738003 (БД Викигида).

## Амбары
Перед фронтонами торговых лавок (со стороны деревни) размещались два амбара: по одному напротив каждой лавки.
Восточный хлебный амбар, представлявший собой одноярусную однокамерную хозяйственную постройку, датируемую концом XVIII века, был почти квадратным в плане (306 × 300 см), срублен «в обло» из крупных сосновых брёвен. Крыша сруба амбара — двускатная на самцах, окрыта тёсовой кровлей, уложенной прямо по бревенчатому накату. Вход был устроен с торца, обращённого на торговую площадь. Дверь входа — трёхкосящатая, с верхним сопряжением «в ус». Верхний косяк двери был выполнен с гребнем и заплечиками. При обследовании 1970 года ещё обнаруживались пазы — следы сусеков. Стены амбара были отёсаны по высоте сусеков. Считается, что в конце XIX — начале XX веков пространство между амбаром и ближайшей к нему торговой лавкой ограды было зашито досками.
Западный амбар был сооружён в конце XIX века, имел четырёхскатную (вальмовую) стропильную крышу. Ворота амбара были выполнены в виде арки. Сруб над аркой был обшит досками.
В 1971 году более старый — восточный — амбар был включён в охраняемую часть комплекса погоста как типичная для юго-востока Карелии хозяйственная постройка, представляющая интерес рядом архаичных строительных приёмов. К началу XXI века амбары не сохранились, несмотря на это в 2016 году восточный амбар был включён в ЕГРОКН —  Объект культурного наследия народов РФ регионального значения. Рег. № 101610612680025 (ЕГРОКН). Объект № 1000738004 (БД Викигида).

## Новая церковь Рождества Богородицы
В 2002—2005 на месте утраченного храма 1784 года построена новая деревянная церковь. Архитектура новой церкви является стилизацией форм зодчества Русского Севера: основной объём в виде восьмерика, завершённого шатром, к нему пристроены трапезная и шатровый северный придел.
Роспись интерьеров и купола храма выполнялась под руководством М. Б. Шабаева (заведующего кафедрой графики и композиции МГАХИ им. В.И. Сурикова, заслуженного художника России) и А. В. Ильиной (руководителя иконописной мастерской «Архангелико»).

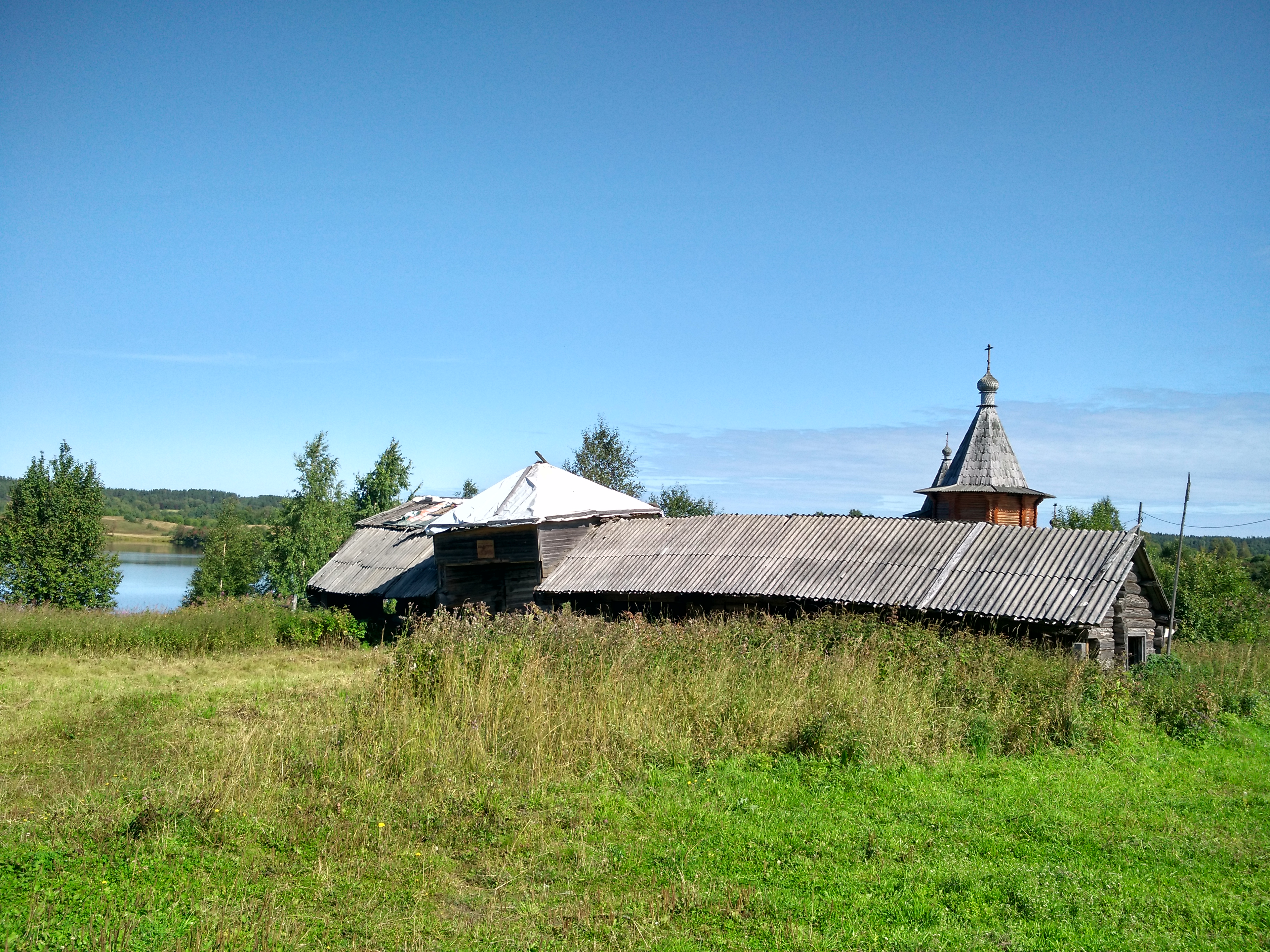
Общий вид на погост (2019 г.)
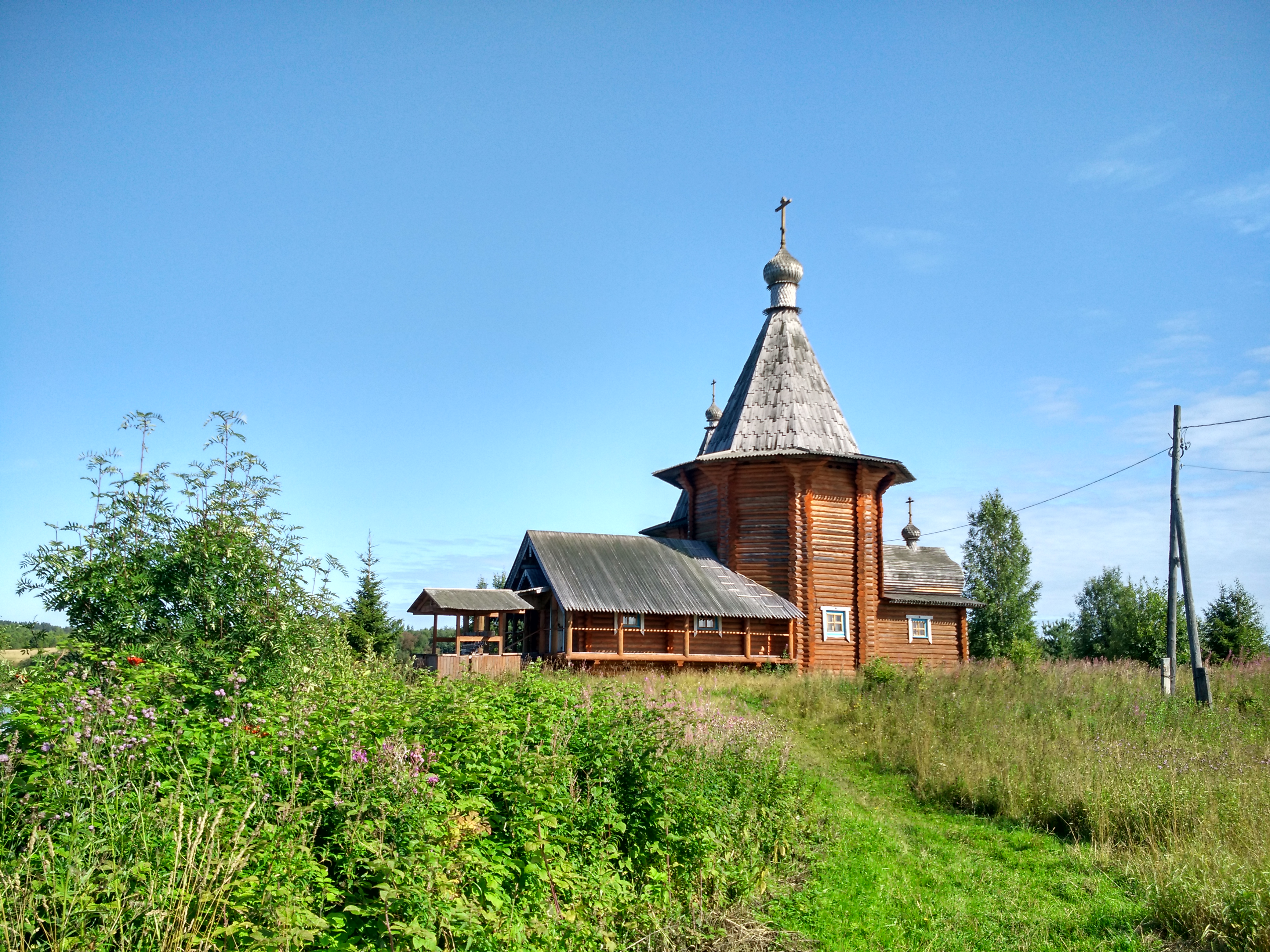
Новая церковь (2019 г.)
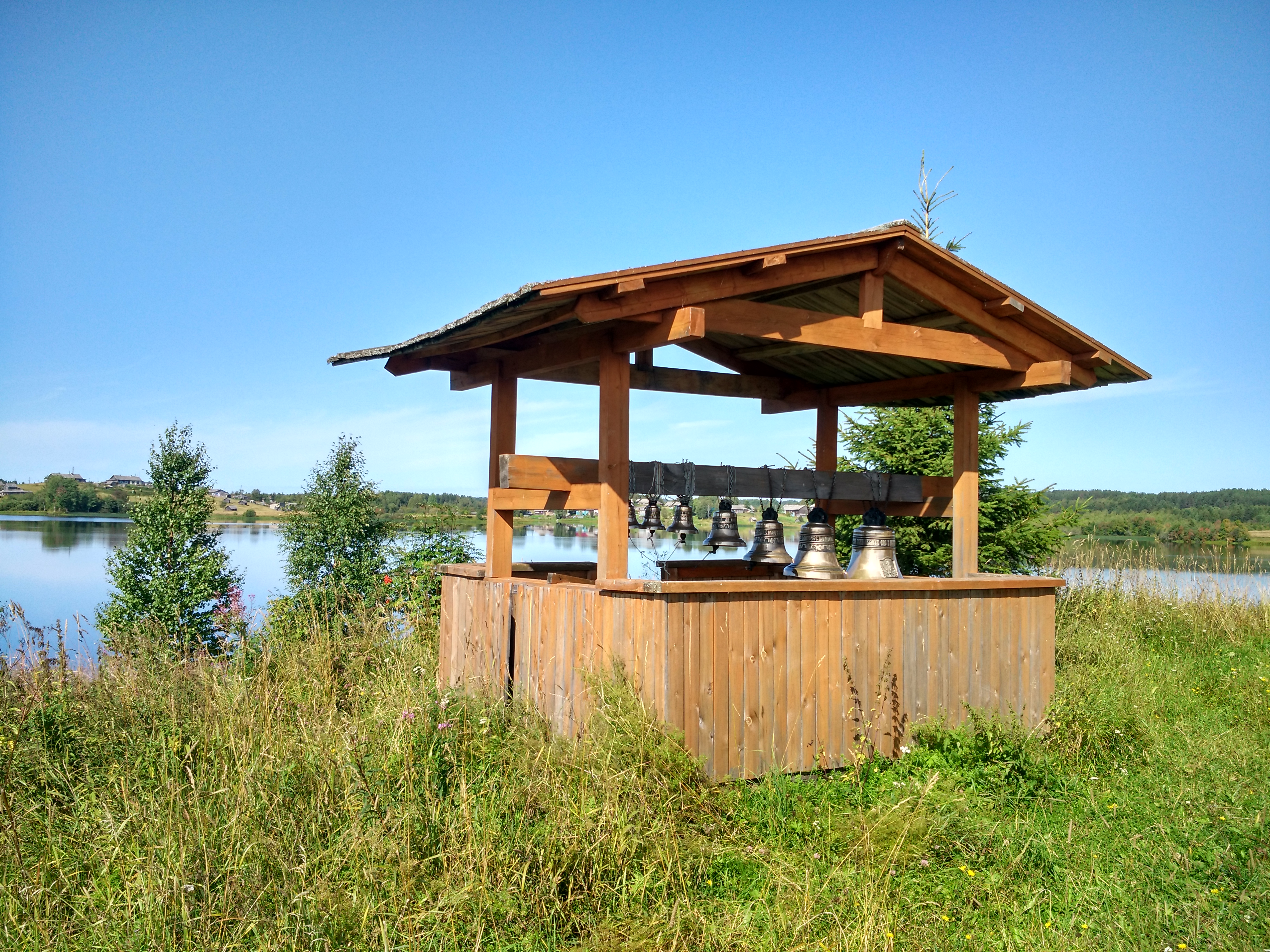
Звонница (2019 г.)